# Autolytus multidentatus
Autolytus multidentatus är en ringmaskart som beskrevs av Hartmann-Schröder 1959. Autolytus multidentatus ingår i släktet Autolytus och familjen Syllidae. Inga underarter finns listade i Catalogue of Life.